# François Fontaine (artiste)
Pour les articles homonymes, voir François Fontaine et Fontaine.
François Fontaine, né à Paris en 1968, est un photographe français, docteur en histoire de l'art et commissaire d'exposition,,. 

## Biographie
Les photographies de François Fontaine sont présentes dans les collections , de la Maison européenne de la photographie et de l'Institut Lumière à Lyon.
Fontaine est commissaire pour les expositions « Face à l'Histoire » (1996-1997) au Centre Pompidou, « Paris-Barcelone. De Gaudi à Miro » (2011-2002) au Grand Palais et « ¡ No pasaran ! » (2003) au Musée d’Histoire Contemporaine.

## Prix et récompenses
- 1997 : Finaliste du Prix Kodak de la critique photographique[9]
- 2005 : Finaliste du Prix de la fondation CCF[10]
- 2006 : Finaliste du Prix Oskar-Barnack[10]
- 2017 : Nommé au Prix Niépce[11]

## Publications
- François Fontaine, La guerre d’Espagne, un déluge de feu et d'images, Paris, Éditions Berg International, 2003, 254 p. (ISBN 978-2-911289-54-5 et 2-911289-54-4, lire en ligne).
- Gaël Teicher, Les Carnets de la Création, Éditions de l'œil, 2003 (ISBN 978-2-912415-61-5, lire en ligne).
- Anouk Aimée et dominique Païni, Silenzio, Montreuil, Éditions de l'œil, 2012, 102 p. (ISBN 978-2-35137-138-1, lire en ligne).
- Sara Daniel, Rêve d'Orient, Trézélan, Filigranes Éditions, 2015, 95 p. (ISBN 978-2-35046-346-9, lire en ligne).
- (en) Olivier Darmon, This Is Not A Map : California, Éditions Poetry Wanted, 2016 (ISBN 979-10-92398-09-0, lire en ligne).
- Nina Bouraoui, Icônes, Droue-sur-Drouette, Éditions La Pionnière, 2018, 60 p. (ISBN 978-2-908092-93-6, lire en ligne).

## Expositions personnelles
- 2008 :
  - « Lost in China », Photo Beijing
  - « Photoresidence of GDMOA », Musée du Guangdong, Canton
- 2009 :
  - « Les fleurs de la nuit », Atri festival, Abruzzes
  - « Statuaire », Maison européenne de la photographie, Paris
- 2011 :
  - « Chine. Une journée à la plage », Festival Chroniques nomades (Honfleur) et Uah^ (Paris)
  - « Lost in China », Château d'Agecroft, Mandelieu-la-Napoule
- 2012 :
  - « Silenzio! Mémoires de cinéma », Mois de la photo, Paris
  - « Japanese Whispers », Compagnie Française de l'Orient et de la Chine, Paris
- * 2013 : « Silenzio! », Salon du Cinéma du Panthéon (Paris), Galerie photo de l'Institut Lumière (Lyon) et Hôtel Jules & Jim (Paris)
- 2014 :
  - « L'heure bleue à Paris », Hôtel Prince de Galles, Paris
  - « Silenzio! », Nordic Light International Festival of Photography (Kristiansund) et Grand Palais (Paris)
- 2015 :
  - « Rêve d'Orient », Compagnie française de l'Orient et de la Chine (Paris) et Promenades photographiques (Vendôme)
  - « Silenzio! », Paramount pictures studio  (Los Angeles) et Leica Gallery (West Hollywood)
- 2016 :
  - « Supernature », Hermès, Paris
  - « Silenzio! », Leica Galerie, Vienne
- 2017 :
  - « Rêve d'Orient », Maison de la Chine, Paris
  - « Supernature », Hotel Jules et Jim, Paris
- 2018 :
  - « Rêve d'Orient », Leica Galerie, Lille
  - « Lost in Asia », Compagnie française de l'Orient et de la Chine, Paris
- 2019 :
  - « Icônes », Salon du cinéma du Panthéon, Paris
  - « Cosmos », Cité de l'image, Grand-Duché de Luxembourg et Auteuil-sur-Oise
  - « Supernature », Photomnales, Beauvais
  - « California Dream », A. Galerie, Paris